# 田中美智
田中 美智（たなか みち）は日本の女性声優。主にアダルトゲームに声をあてている。

## 来歴・人物
本人および事務所などによる情報公開の場が存在せず（2012年現在）積極的に活動内容を発表することも非常に少ないものの、
2011年度「ビジュアルクイーン」（ビジュアルアーツ系列の作品においてその年最も活躍した声優に贈られる）に選出され表彰を受けたほか、
2012年7月に開催された「ビジュアルアーツ大感謝祭」においてトークゲストとして生出演を果たしている。

### ゲーム
- サークルメイト for windows（マキ）
- I-DOLL（君嶋 智）
- ALMA〜ずっとそばに…〜（御月 香苗）
- いたいけな彼女（七瀬 ほのか）
- 幼なじみな彼女（野崎 舞）
- いもうとブルマ〜放課後のくいこみレッスン〜（神原 千夏）
- ウソツキは天使のはじまり（リリカ）
- 王立ネコミミ学園 〜あなたのための発情期♪〜（アシェット）
- おしかけプリンセス（陣内 しのぎ）
- おねだりSweetie〜恋のお色直しは何度でも〜（水上 秋介）
- キサラギGOLD★STAR（蓬田 奈々子）
- 好き好き大好き!（木更津 みるく）
- Slow Step〜初めての恋愛（花川 かおり）
- 絶望2000～青い果実の散花～（七瀬 星花、園田 瑠美）
- はぁ・はぁ・テレパス ～はじめてなのに超BINKAN～（新井 莉子）
- Princess Bride（嘉島 聖）
- Princess Brave 雀卓の騎士（嘉島 聖）
- 揉みくちゃ（ここあ）
- 恋愛CHU! -彼女のヒミツはオトコのコ?-（月島 花梨）
- 神曲奏界ポリフォニカ（ユギリ・ペルセルテ）
- デミウルゴスの娘（イーリス）
- さよならを教えて 〜comment te dire adieu〜（上野 こより）
- ナツユメナギサ (老樹 真樹)
- たのだん (チロル)
- 魔王と踊れ!〜 Legend of Lord of Lords〜 (フィリア・セオリカス)
- シオンの血族（紫苑寺 有葉）[3]
- はつゆきさくら（来栖 三木）[4]
- 夏色あさがおレジデンス（宮本 葉月）[5]
- 葬送鬼レギナルト（ヴァネッサ・ツアンバッハ、ヴェロニカ・ツアンバッハ）
- 魔王と踊れ! コード:アルカナ（ティアナ）[6]

### CD
- HoKey PoKey -Key Cover Song Collection-（07.Light colors,10.Song for friends）[7]※ボーカルとして参加。